# Ilir Bano
Ilir Andrea Bano (ur. 11 maja 1951 w Lushnji) – deputowany do Zgromadzenia Albanii z ramienia Demokratycznej Partii Albanii.

## Życiorys
W 2009 roku w wyniku wyborów parlamentarnych Ilir Bano uzyskał mandat deputowanego do Zgromadzenia Albanii, gdzie reprezentował Partię Demokratyczną.